# Orientomysis japonica
Orientomysis japonica är en kräftdjursart som först beskrevs av Marukawa 1928.  Orientomysis japonica ingår i släktet Orientomysis och familjen Mysidae. Inga underarter finns listade i Catalogue of Life.